# أنسونغو
أنسونغو هي بلدة صغيرة تقع في منطقة جاو شرق مالي، تبعد حوالي 90 كم جنوب مدينة جاو.